# Горгаслидзе, Шалва Феофанович
Шалва Феофанович Горгаслидзе (груз. შალვა თეოფილეს ძე გორგასლიძე; 23 сентября 1917 — 23 августа 1991) — советский боксёр, чемпион и призёр чемпионатов СССР в полулёгкой и лёгкой весовых категориях, Заслуженный мастер спорта СССР (1951). Судья всесоюзной категории (1959).
Выступал за клуб «Строитель» (Тбилиси).
Работал тренером в Тбилиси. Внёс большой вклад в развитие бокса в Грузии.

## Спортивные результаты
- Чемпионат СССР по боксу 1937 года — ;
- Чемпионат СССР по боксу 1938 года — ;
- Чемпионат СССР по боксу 1944 года — ;
- Чемпионат СССР по боксу 1945 года — ;